# Кайл Кліффорд
Кайл Кліффорд (англ. Kyle Clifford; 13 січня 1991, с. Ейр, Канада) — канадський хокеїст, лівий нападник. Виступає за «Торонто Мейпл Ліфс» у Національній хокейній лізі.
Виступав за «Беррі Кольтс» (ОХЛ), «Манчестер Монаркс» (АХЛ), «Лос-Анджелес Кінгс» (НХЛ).
В чемпіонатах НХЛ — 140 матчів (11+13), у турнірах Кубка Стенлі — 6 матчів (3+2).
У складі юніорської збірної Канади учасник чемпіонату світу 2009.
Досягнення
- Володар Кубка Стенлі (2012).